# واد سبع
واد سبع (به عربی: واد السبع) یک شهرداری در الجزایر است که در استان سیدی بلعباس واقع شده است.